# Mauritz Rydgren
Carl Mauritz Rydgren, född den 21 maj 1859 i Slaka, död den 19 oktober 1936 i Partille, var en svensk journalist, redaktör och politisk aktivist med konservativa förtecken. 
Rydgren verkade som lärare i Mönsterås och Stockholm i början av 1880-talet. I Göteborg startade han 1884 en elementarskola för gossar, vilken han ledde fram till 1890 då han övergick till politisk och publicistisk verksamhet. År 1888 lade han grunden till högertidningen Göteborgs Aftonblad med Oscar Norén som förste redaktör. Rydgrens nästa tidningsprojekt blev kortvarigt men desto mer kontroversiellt. I slutet av 1905 grundade han Uplands-Posten med bistånd av greven Eugène von Rosen, bror till Eric von Rosen. Tidningen, som utgavs i Uppsala två gånger i veckan, syftade till att befrämja "nationalandan och fosterlandskärleken" men kom mest att förknippas med sina återkommande antisemitiska utspel. Uppsala universitets rektor Henrik Schück, som var av judisk börd, blev exempelvis angripen för sin vägran att ta Svenska Akademiens ständige sekreterare Carl David af Wirsén i hand vid Linnéjubileet 1907. Den ekonomiska framgången uteblev och tidningen lades ned 1907. Rydgren var senare verksam som publicist och som grundare av politiska föreningar. Under slutet av sitt liv var han bosatt i Partille. Han ligger begravd på Brandstorps gamla kyrkogård.